# نادي ألترينتشام
نادي ألترينتشام هو نادي كرة قدم بريطاني أٌسس عام 1891. يلعب النادي في دوري الشمال الوطني.